# Lista över Estlands kommuner

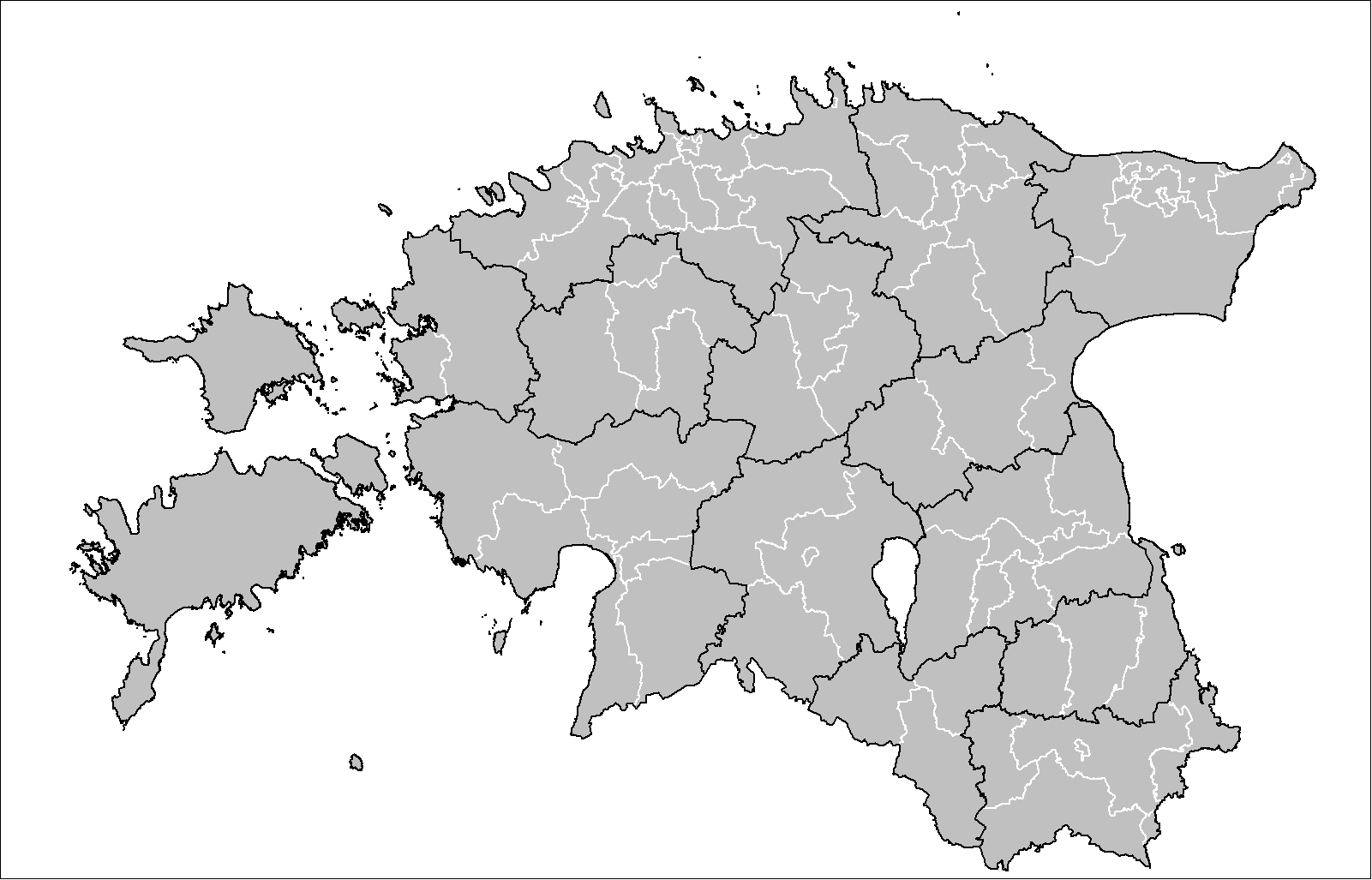
Estlands kommuner efter kommunreformen 2017.

Detta är en lista över Estlands kommuner efter genomförandet av kommunreformen 2017.
| Kommun                | Landskap        | Folkmängd | Area | Tidigare kommuner innan reformen 2017 |
| --------------------- | --------------- | --------- | ---- | --- |
| Alutaguse kommun      | Ida-Virumaa     | 5040      | 1465 | Alajõe kommun, Iisaku kommun, Illuka kommun, Mäetaguse kommun och Tudulinna kommun |
| Anija kommun          | Harjumaa        | 6340      | 533  | Aegviidu kommun och Anija kommun |
| Antsla kommun         | Võrumaa         | 4649      | 410  | Antsla kommun och Urvaste kommun |
| Dagö kommun           | Hiiumaa (Dagö)  | 9550      | 1023 | Dagö kommun, Emmaste kommun, Käina kommun och Pühalepa kommun |
| Elva kommun           | Tartumaa        | 14688     | 729  | Elva stad, Konguta kommun, Puhja kommun, Rannu kommun och Rõngu kommun samt Palupera kommun (förutom byarna Lutike, Makita, Miti, Neeruti, Nõuni, Päidla och Räbi) samt en del av Puka kommun (byarna Aakre, Palamuste, Pedaste, Purtsi, Pühaste och Rebaste)                    |
| Hapsals stad          | Läänemaa        | 13596     | 264  | Hapsals stad och Ridala kommun |
| Haljala kommun        | Lääne-Virumaa   | 4389      | 547  | Haljala kommun och Vihula kommun |
| Harku kommun          | Harjumaa        | 13966     | 159  | Harku kommun |
| Häädemeeste kommun    | Pärnumaa        | 4982      | 494  | Häädemeeste kommun och Tahkuranna kommun |
| Jõelähtme kommun      | Harjumaa        | 6338      | 211  | Jõelähtme kommun |
| Jõgeva kommun         | Jõgevamaa       | 14100     | 1038 | Jõgeva stad, Jõgeva kommun och Palamuse kommun samt Torma kommun (förutom byn Võtikvere) samt en del av Puurmani kommun (byarna Jõune, Pööra, Saduküla och Härjanurme) samt en del av Pajusi kommun (byn Kaave)                                                                  |
| Jõhvi kommun          | Ida-Virumaa     | 11826     | 124  | Jõhvi kommun |
| Järva kommun          | Järvamaa        | 9225      | 1223 | Albu kommun, Ambla kommun, Imavere kommun, Järva-Jaani kommun, Kareda kommun, Koeru kommun och Koigi kommun |
| Kadrina kommun        | Lääne-Virumaa   | 5063      | 355  | Kadrina kommun |
| Kambja kommun         | Tartumaa        | 10035     | 276  | Kambja kommun och Ülenurme kommun |
| Kanepi kommun         | Põlvamaa        | 4962      | 525  | Kanepi kommun, Kõlleste kommun och Valgjärve kommun |
| Kastre kommun         | Tartumaa        | 5148      | 495  | Haaslava kommun, Mäksa kommun och Võnnu kommun samt en del av Meeksi kommun (byarna Järvselja och Rõka) |
| Kehtna kommun         | Raplamaa        | 5659      | 512  | Järvakandi kommun och Kehtna kommun |
| Keila stad            | Harjumaa        | 9861      | 11   | Keila stad |
| Kiili kommun          | Harjumaa        | 5123      | 100  | Kiili kommun |
| Kohila kommun         | Raplamaa        | 7062      | 230  | Kohila kommun |
| Kohtla-Järve stad     | Ida-Virumaa     | 35988     | 39   | Kohtla-Järve stad (förutom distriktet Viivikonna) |
| Kose kommun           | Harjumaa        | 7183      | 533  | Kose kommun |
| Kuusalu kommun        | Harjumaa        | 6590      | 708  | Kuusalu kommun |
| Kynö kommun           | Pärnumaa        | 701       | 17   | Kynö kommun |
| Loksa stad            | Harjumaa        | 2738      | 4    | Loksa stad |
| Luunja kommun         | Tartumaa        | 4251      | 132  | Luunja kommun |
| Lüganuse kommun       | Ida-Virumaa     | 9155      | 599  | Kiviõli stad, Lüganuse kommun och Sonda kommun |
| Lääne-Harju kommun    | Harjumaa        | 12950     | 644  | Keila kommun, Padise kommun, Paldiski stad och Vasalemma kommun |
| Lääne-Nigula kommun   | Läänemaa        | 7271      | 1439 | Kullamaa kommun, Lääne-Nigula kommun, Martna kommun, Neve kommun och Nuckö kommun samt en del av Nissi kommun (byn Rehemäe) |
| Lääneranna kommun     | Pärnumaa        | 5602      | 1352 | Hanila kommun, Lihula kommun, Koonga kommun och Varbla kommun |
| Maardu stad           | Harjumaa        | 15596     | 23   | Maardu stad |
| Moons kommun          | Saaremaa (Ösel) | 1887      | 206  | Moons kommun |
| Mulgi kommun          | Viljandimaa     | 7791      | 881  | Mõisaküla stad, Abja kommun, Halliste kommun och Karksi kommun |
| Mustvee kommun        | Jõgevamaa       | 5738      | 614  | Mustvee stad, Avinurme kommun, Kasepää kommun, Lohusuu kommun och Saare kommun samt en del av Torma kommun (byn Võtikvere) |
| Märjamaa kommun       | Raplamaa        | 7865      | 1174 | Märjamaa kommun och Vigala kommun samt en del av Raikküla kommun (byarna Kõrvetaguse, Pühatu och Riidaku) |
| Narva stad            | Ida-Virumaa     | 59460     | 85   | Narva stad |
| Narva-Jõesuu stad     | Ida-Virumaa     | 4890      | 411  | Narva-Jõesuu stad och Vaivara kommun samt en del av Kohtla-Järve stad (distriktet Viivikonna) |
| Nõo kommun            | Tartumaa        | 4170      | 169  | Nõo kommun |
| Ormsö kommun          | Läänemaa        | 425       | 93   | Ormsö kommun |
| Otepää kommun         | Valgamaa        | 6748      | 523  | Otepää kommun och Sangaste kommun samt en del av Puka kommun (småköpingen Puka samt byarna Kibena, Kolli, Komsi, Kuigatsi, Kähri, Meegaste, Plika, Prange, Põru, Ruuna och Vaardi) samt en del av Palupera kommun (byarna Lutike, Makita, Miti, Neeruti, Nõuni, Päidla och Räbi) |
| Paide stad            | Järvamaa        | 11130     | 443  | Paide stad, Paide kommun och Roosna-Alliku kommun |
| Peipsiääre kommun     | Tartumaa        | 5776      | 652  | Kallaste stad, Alatskivi kommun, Pala kommun, Peipsiääre kommun och Vara kommun |
| Põhja-Pärnumaa kommun | Pärnumaa        | 8561      | 1013 | Halinga kommun, Tootsi kommun, Vändra köping och Vändra kommun |
| Põhja-Sakala kommun   | Viljandimaa     | 8306      | 1153 | Võhma stad, Kõo kommun, Kõpu kommun och Suure-Jaani kommun |
| Põltsamaa kommun      | Jõgevamaa       | 10170     | 891  | Põltsamaa stad och Põltsamaa kommun samt Pajusi kommun (förutom byn Kaave) och Puurmani kommun ( förutom byarna Jõune, Pööra, Saduküla och Härjanurme) |
| Põlva kommun          | Põlvamaa        | 14405     | 706  | Ahja kommun, Laheda kommun, Mooste kommun, Põlva kommun och Vastse-Kuuste kommun |
| Pärnu stad            | Pärnumaa        | 51730     | 855  | Pärnu stad, Audru kommun, Paikuse kommun och Tõstamaa kommun |
| Raasiku kommun        | Harjumaa        | 5075      | 159  | Raasiku kommun |
| Rae kommun            | Harjumaa        | 16956     | 207  | Rae kommun |
| Rakvere kommun        | Lääne-Virumaa   | 5583      | 296  | Sõmeru kommun och Rakvere kommun |
| Rakvere stad          | Lääne-Virumaa   | 15737     | 11   | Rakvere stad |
| Rapla kommun          | Raplamaa        | 13414     | 849  | Rapla kommun, Kaiu kommun och Juuru kommun samt Raikküla kommun (förutom byarna Riidaku, Pühatu och Kõrvetaguse) |
| Rõuge kommun          | Võrumaa         | 5673      | 934  | Haanja kommun, Mõniste kommun, Rõuge kommun och Varstu kommun samt Misso kommun (förutom området Luhamaa, det vill säga byarna Hindsa, Koorla, Kossa, Kriiva, Leimani, Lütä, Mokra, Määsi, Napi, Pruntova, Põrstõ, Saagri, Tiastõ, Tiilige, Toodsi och Tserebi)                  |
| Runö kommun           | Saaremaa (Ösel) | 147       | 12   | Runö kommun |
| Räpina kommun         | Põlvamaa        | 6612      | 591  | Räpina kommun och Veriora kommun samt Meeksi kommun (förutom byarna Järvselja och Rõka) |
| Saarde kommun         | Pärnumaa        | 4873      | 1065 | Saarde kommun och Surju kommun |
| Saku kommun           | Harjumaa        | 9591      | 171  | Saku kommun |
| Saue kommun           | Harjumaa        | 21526     | 628  | Saue stad, Saue kommun och Kernu kommun samt Nissi kommun (förutom byn Rehemäe) |
| Setomaa kommun        | Võrumaa         | 3577      | 461  | Meremäe kommun, Mikitamäe kommun och Värska kommun samt en del av Misso kommun (området Luhamaa, det vill säga byarna Hindsa, Koorla, Kossa, Kriiva, Leimani, Lütä, Mokra, Määsi, Napi, Pruntova, Põrstõ, Saagri, Tiastõ, Tiilige, Toodsi och Tserebi)                           |
| Sillamäe stad         | Ida-Virumaa     | 13666     | 11   | Sillamäe stad |
| Tallinns stad         | Harjumaa        | 443467    | 158  | Tallinns stad |
| Tapa kommun           | Lääne-Virumaa   | 11381     | 479  | Tamsalu kommun och Tapa kommun |
| Tartu kommun          | Tartumaa        | 10397     | 742  | Laeva kommun, Piirissaare kommun, Tabivere kommun och Tartu kommun |
| Tartu stad            | Tartumaa        | 99503     | 154  | Tartu stad och Tähtvere kommun |
| Toila kommun          | Ida-Virumaa     | 4849      | 266  | Kohtla kommun, Kohtla-Nõmme kommun och Toila kommun |
| Tori kommun           | Pärnumaa        | 11716     | 611  | Sindi stad, Are kommun, Sauga kommun och Tori kommun |
| Tõrva kommun          | Valgamaa        | 6421      | 649  | Tõrva stad, Helme kommun, Hummuli kommun och Põdrala kommun samt en del av Puka kommun (byn Soontaga) |
| Türi kommun           | Järvamaa        | 11099     | 1009 | Käru kommun, Türi kommun och Väätsa kommun |
| Valga kommun          | Valgamaa        | 16742     | 750  | Valga stad, Karula kommun, Taheva kommun, Tõlliste kommun och Õru kommun |
| Viimsi kommun         | Harjumaa        | 19042     | 73   | Viimsi kommun |
| Viljandi kommun       | Viljandimaa     | 14046     | 1374 | Kolga-Jaani kommun, Tarvastu kommun och Viljandi kommun |
| Viljandi stad         | Viljandimaa     | 17958     | 15   | Viljandi stad |
| Vinni kommun          | Lääne-Virumaa   | 7045      | 1013 | Laekvere kommun, Rägavere kommun och Vinni kommun |
| Viru-Nigula kommun    | Lääne-Virumaa   | 6040      | 311  | Kunda stad, Aseri kommun och Viru-Nigula kommun |
| Võru kommun           | Võrumaa         | 10990     | 954  | Lasva kommun, Orava kommun, Sõmerpalu kommun, Vastseliina kommun och Võru kommun |
| Võru stad             | Võrumaa         | 12367     | 14   | Võru stad |
| Väike-Maarja kommun   | Lääne-Virumaa   | 6112      | 683  | Rakke kommun och Väike-Maarja kommun |
| Ösels kommun          | Saaremaa (Ösel) | 32007     | 2705 | Kuressaare stad, Kihelkonna kommun, Laimjala kommun, Leisi kommun, Lääne-Saare kommun, Mustjala kommun, Orissaare kommun, Pihtla kommun, Pöide kommun, Salme kommun, Torgu kommun och Valjala kommun                                                                             |